# Xantus Gyula (hivatalnok)
Xantus Gyula (Erdőcsokonya, 1832. szeptember 23. – Győr, 1912. június 19.) győri takarékpénztári főhivatalnok, 1848/49-es honvédtiszt, Xántus János író, etnológus testvéröccse.

## Élete
38 éven keresztül volt a győri első takarékpénztár főtisztviselője, cégvezető-főkönyvelő beosztásban dolgozott. Elhunyt 81 éves korában, örök nyugalomra helyezték a róm. kath. vallás szertartása szerint a győri belvárosi köztemetőben.

## Munkája
- Átszámító könyv az 1874. évi VIII. törvényczikk által behozott új métermértékekre, egyúttal a régi mértékarány szerinti árára és viszont. Bpest, 1876.